# 赤報隊事件
赤報隊事件（せきほうたいじけん）は、1987年（昭和62年）から1990年（平成2年）にかけて「赤報隊」を名乗る犯人が起こしたテロ事件で「朝日新聞阪神支局襲撃事件」とも呼ばれる。
警察庁広域重要指定番号から「広域重要指定116号事件」とも呼ばれた。
記者が政治的テロによって殺害された日本国内唯一の事例とされる。2003年（平成15年）に全ての事件が公訴時効を迎え、2025年時点に至るまで犯人の特定がされていない未解決事件となっている（#時効を参照）。

## 概要

### 「赤報隊」による事件
ここでいう「赤報隊事件」とは、1987年（昭和62年）から1990年（平成2年）にかけて「赤報隊」を名乗る犯人が起こした以下の事件を指す。
- 1987年（昭和62年）
  - 1月24日（土曜日） - 朝日新聞東京本社銃撃事件
  - 5月3日（日曜日） - 朝日新聞阪神支局襲撃事件
  - 9月24日（木曜日） - 朝日新聞名古屋本社社員寮襲撃事件
- 1988年（昭和63年）
  - 3月11日（金曜日） - 朝日新聞静岡支局爆破未遂事件
  - 3月11日（金曜日）消印 - 中曽根康弘・竹下登両元首相脅迫事件
  - 8月10日（水曜日） - 江副浩正リクルート会長宅銃撃事件
- 1990年（平成2年）
  - 5月17日（木曜日） - 愛知韓国人会館放火事件

特に朝日新聞阪神支局襲撃事件では執務中だった記者2人が殺傷され、言論弾圧事件として大きな注目を集めた。
これら7つの事件のうち、警察庁は散弾銃による襲撃事件4件と時限爆弾による未遂事件1件の計5件を広域重要指定116号事件に指定した。同庁は地下鉄サリン事件や警察庁長官狙撃事件と同じく、「市民社会に深刻な脅威をもたらすテロ」と位置づけた。精力的な捜査が行われたにもかかわらず、2003年までにすべての事件が公訴時効を迎え、事件は未解決のままとなっている。なお、中曽根・竹下両元首相脅迫事件は116号事件の「参考事件」、愛知韓国人会館放火事件は「類似事件」と位置付けられた。2つの事件とも「同一人物・グループによる一連の事件」と断定した。
日本放送協会（NHK）は、未解決事件を検証するテレビ番組『未解決事件』で、朝日新聞阪神支局襲撃事件をリストに取り上げ、『赤報隊事件』として放送した（2018年1月27日・28日放送分）。目撃情報などの事件の情報提供を求めている。情報をもとに取材する事もあるとしている。

### 「日本民族独立義勇軍」による事件
「赤報隊」は当初「日本民族独立義勇軍 別働赤報隊」と名乗っていたが、赤報隊事件より前に「日本民族独立義勇軍」を名乗る犯人による事件が発生している。警察庁広域重要指定事件の対象とはなっていない。いずれも未解決事件になっている。
- 1981年（昭和56年）
  - 12月8日（火曜日） - 神戸米国領事館放火事件
- 1982年（昭和57年）
  - 5月6日（木曜日） - 横浜元米軍住宅放火事件
- 1983年（昭和58年）
  - 5月27日（金曜日） - 大阪ソ連領事館火炎瓶襲撃事件
  - 8月13日（土曜日） - 朝日新聞東京・名古屋両本社放火事件

## 事件の経過

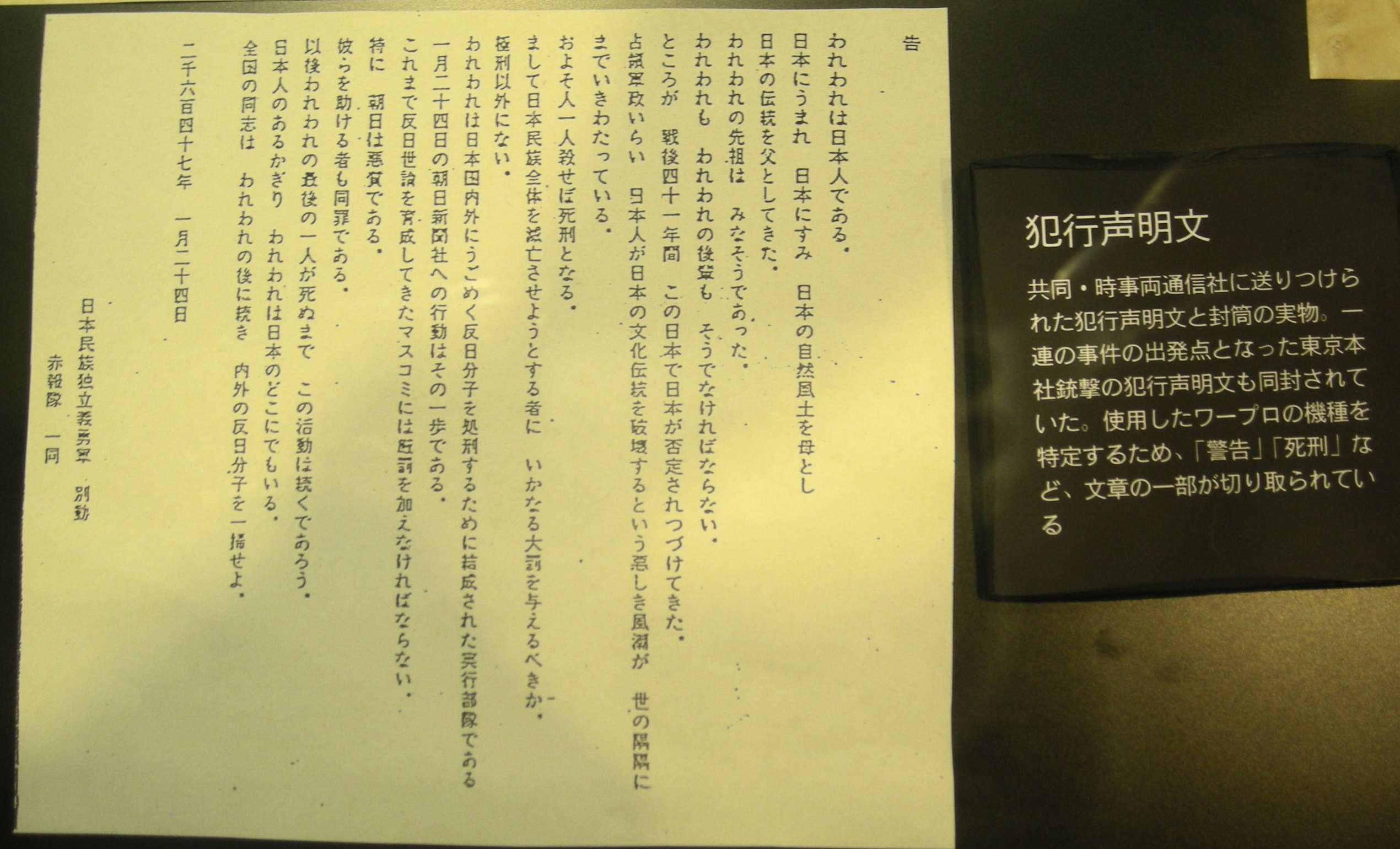
犯人が送りつけた犯行声明文（朝日新聞東京本社銃撃事件）

### 朝日新聞東京本社銃撃事件
1987年1月24日（土曜日）午後8時過ぎ、朝日新聞東京本社で発生した事件である。当初は、事件発生の痕跡が見つからなかったため報道されなかった。朝日新聞阪神支局襲撃事件後になって、実際に事件が発生していたことが確認された。
後になって行われた実況見分（1987年10月1日実施）や朝日新聞社の社員の証言によると、1987年1月24日の午後8時過ぎに、東京本社1階の植え込みから建物の2階に向けて散弾銃を2発発射したものと見られる。実況見分により、植え込み付近で未燃焼の火薬がみつかったことから、銃身を短く切った散弾銃が使われたことが確認されている。
事件当時、広告局で仕事をしていた社員数人が、窓ガラスに何かが当たったような音を2度聞いたので、窓の外のテラスに出てしばらく外の様子を見ていたが特におかしなこともなかったので、そのまま部屋に戻った。
一方犯人は「日本民族独立義勇軍 別動 赤報隊 一同」を名乗って、時事通信社と共同通信社に犯行声明を送り付けた。文面はどちらも同じもので、ワードプロセッサーによって書かれたものである。時事通信社に送られた声明書は、1月26日の午前9時から10時頃に届き、総務部員経由で社会部に回された。社会部は、声明書の実物をオートバイ便で警視庁クラブに送り、同クラブの公安担当記者がそのコピーを警視庁に提出した。犯行声明書の入っていた封筒の方は、社会部周辺で捨てられてしまったので残っていない。一方、共同通信社に送られた方は、犯行声明の入っていた封筒も声明文も捨てられてしまい、どのように処理されたのかの記録もとられていなかったため、どうなったのかは確認しようがなかった。
朝日新聞社は犯行声明について、時事通信社の公安担当経由で知った。そこで1月28日午後に東京本社の警備センターに問い合わせて確認を行ったが、その時には東京本社だけでなく、大阪、名古屋、西部（福岡）本社でも散弾銃発射の形跡を発見できなかったので、新聞報道をしなかった。また、時事通信、共同通信も同様に報道しなかった。そのような事情を知らない犯人は、自分たちがこれらの報道機関に無視されたと思い込み、それが次の朝日新聞阪神支局襲撃事件の凶行に及ぶ原因になったとみられる(実際に、朝日新聞阪神支局襲撃事件の犯行声明文にそのことが書かれている)。
犯行声明の中で、犯人は自分たちを「日本国内外にうごめく反日分子を処刑するために結成された実行部隊」とし、さらに「反日世論を育成してきたマスコミには厳罰を加えなければならない」「一月二十四日の朝日新聞社への行動はその一歩である」「特に朝日は悪質である」と朝日新聞に激しい敵意、恨みを示し、マスコミを標的としたテロの継続を示唆する内容だった

### 朝日新聞阪神支局襲撃事件

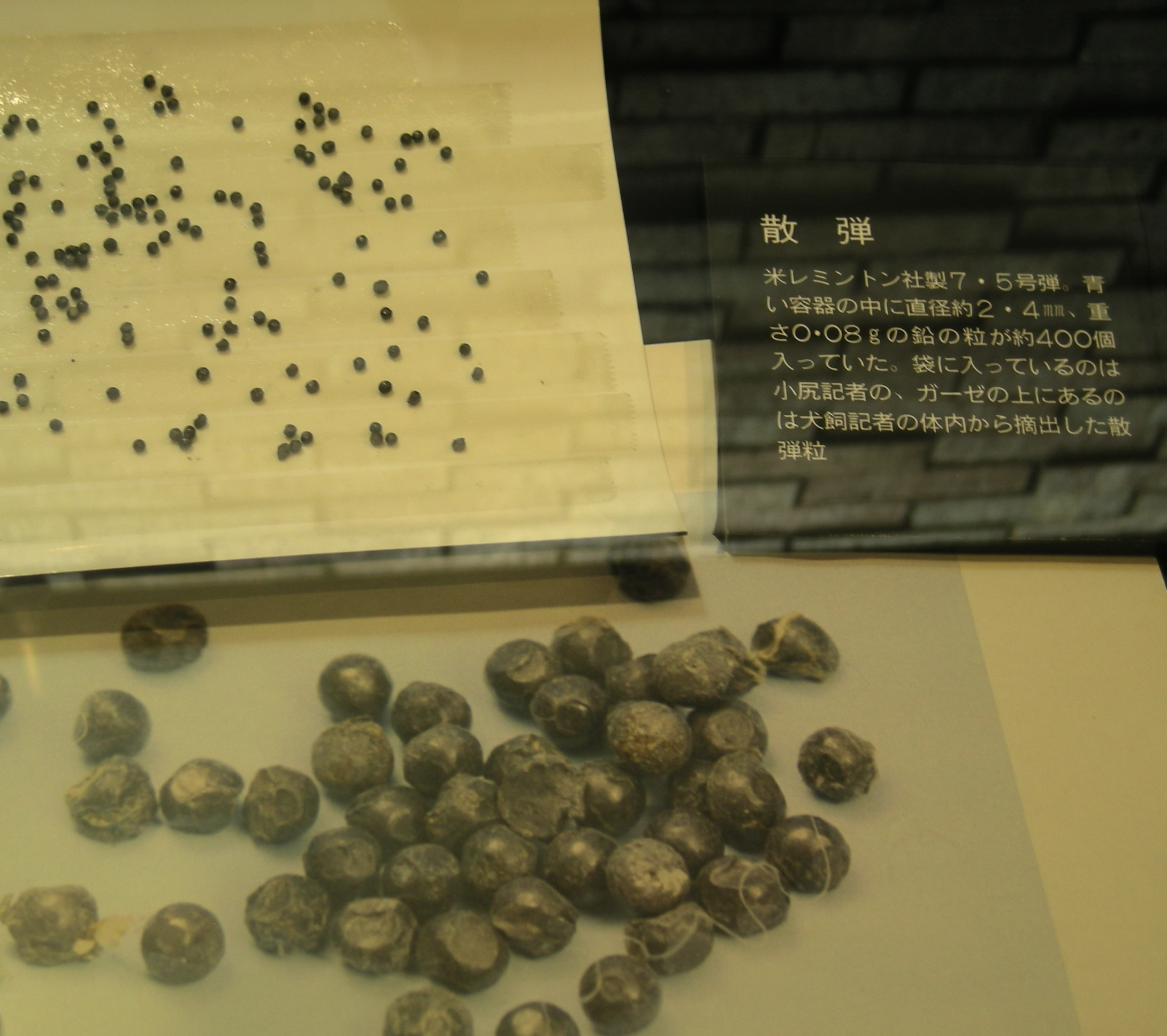
記者の体内から摘出された散弾粒

1987年5月3日夜に発生した事件で、朝日新聞の小尻知博記者（享年29）が殺害され、犬飼兵衛記者（当時42歳）が重傷を負った。現場にいたもう1人・高山顕治記者（当時25歳）に対しては、犯人が発砲しなかったため無事だった。
事件発生の直前、4月後半から5月初めにかけて、阪神支局には夜になると無言電話が頻繁にかかって来ていた。
5月3日（日曜日）は3連休の初日で、当日の当番勤務は犬飼、小尻、高山の3人で、他にデスク役の大島支局長が出勤していた。襲撃事件が起きたのは午後8時15分頃のことである。支局長は3人の書いた原稿を本社に送ったあと、支局近くの寿司店での会合に出席しており不在だったが、3人は午後7時ころから支局2階の編集室で夕食にビールを飲みながらすき焼きを食べていた。夕食をほぼ食べ終えていた8時15分頃に、黒っぽいフレームの眼鏡をかけ、黒っぽい目出し帽をかぶった全身黒装束の男が散弾銃を構えて編集室に押し入り、ソファーに座って雑談していた犬飼記者の左胸めがけていきなり発砲した。
撃ち方は腰だめではなく、むしろ射撃の撃ち方に近いものだったという。ただ、犬飼記者は、銃床を肩に当ててはいなかったように思うと証言している。「銃声はクリスマスの時などに使うクラッカーの音を大きくしたような音」がしたという。犬飼記者は腹部、右手、左ひじなどに約80発の散弾粒が食い込み内出血を起こしていたが、左胸のポケットに入れていた鰻皮製の札入れとボールペンのおかげで、心臓から約2ミリメートルまでの際どいところで散弾粒が心臓に達することはなく、一命を取り留めた。小指が吹き飛び、薬指は皮1枚でつながっているだけでほぼ切断された状態、中指は半分ちぎれかけていた。
うたたねをしていた小尻記者は発砲音で目が覚め、ソファーから起き上がろうとした。これに驚いた犯人は、小尻記者の脇腹めがけて2発目を発砲した。発砲は至近距離から行われており、銃口が接するほどだったため、プラスチック製のカップワッズ（直径約2センチメートル、長さ約5.8センチメートル）がそのまま体内に入り、胃の後ろ側で散弾粒が飛散した。カップワッズには約400個の散弾が詰まっており、内約200個がカップ内に残り、残りが飛散した。
高山記者は、銃声を聞いてソファーの後ろに隠れたが、犯人は一瞬高山記者に銃口を向けた。しかし、犯人は発砲せず、体を反転させ、銃を抱えたまま立ち去った。銃身を短く切った2連式の散弾銃が犯行に使われたと推定されており、この時には残りの銃弾がなかったため発砲しなかったのだろうと推測されている。高山記者は数秒間呆然としてソファーに座っていたが、すぐに110番に電話し通報、犬飼記者の止血などをしている内に、警官2名が到着、支局長も戻り、小尻記者も担架で救急車に運ばれていった。
犯行時間は1分足らずの短時間で行われ、犯人は終始無言だった。顔が見えなかったので犯人の年齢はよくわからないが、犬飼記者は、身のこなしの柔らかさから割と若いのではないかと証言している。高山記者は、体つきや動作から、20歳から30歳くらいの若さではないかと証言している。
小尻記者は、関西労災病院で5月3日午後8時40分から翌4日午前1時10分まで治療を受け、手術により輸血、左腎臓摘出、脾臓摘出、心臓マッサージなどが行われたが手術中に心停止を起こし、回復しなかった。同記者は翌5月4日に死亡（殉職により記者のまま次長待遇昇格）、犬飼記者も右手の小指と薬指を失った。勤務中の記者が襲われて死亡するのは、日本の言論史上初めてであった。
5月6日には、時事通信社と共同通信社の両社に「赤報隊一同」の名で犯行声明が届いた。1月の朝日新聞東京本社銃撃も明らかにし、「われわれは本気である。すべての朝日社員に死刑を言いわたす」「反日分子には極刑あるのみである」「われわれは最後の一人が死ぬまで処刑活動を続ける」と殺意をむき出しにした犯行声明であった。

### 朝日新聞名古屋本社社員寮襲撃事件
1987年9月24日午後6時45分ごろ、名古屋市東区新出来にある朝日新聞名古屋本社の単身寮が銃撃された。無人の居間兼食堂と西隣のマンション外壁に1発ずつ発砲した。その後、「反日朝日は五十年前にかえれ」と戦前回帰、戦後民主主義の全否定、戦後の朝日新聞への敵意を示す犯行声明文が送りつけられた。

### 朝日新聞静岡支局爆破未遂事件
1988年3月11日、静岡市（現：静岡市葵区）追手町の朝日新聞静岡支局（現：静岡総局）の駐車場に、何者かが時限発火装置付きのピース缶爆弾を仕掛けた。翌日、紙袋に入った爆弾が発見され、この事件は未遂に終わった。犯行声明では、「日本を愛する同志は 朝日 毎日 東京などの反日マスコミをできる方法で処罰していこう」と朝日新聞社だけでなく毎日新聞社や中日新聞東京本社（東京新聞）も標的にする旨が記されていた。しかし、実際に毎日・中日の2社を対象とした事件はなかった。

### 中曾根・竹下両元首相脅迫事件
静岡支局事件と同じく1988年3月11日の消印（静岡市内で投函）で、群馬県の中曽根康弘前首相の事務所と、島根県の竹下登首相の実家に脅迫状が郵送された。中曾根には「靖国参拝や教科書問題で日本民族を裏切った。英霊はみんな貴殿をのろっている」「今日また朝日を処罰した。つぎは貴殿のばんだ」と脅迫、竹下には「貴殿が八月に靖国参拝をしなかったら わが隊の処刑リストに名前をのせる」と靖国神社参拝を要求する内容だった。

### 江副元リクルート会長宅銃撃事件
1988年8月10日午後7時20分頃、リクルート事件で世間を騒がせていた江副浩正リクルート元会長宅に向けて散弾銃1発が発砲された。犯行声明は、その動機を「赤い朝日に何度も広告をだして金をわたした」からだとしている。また、「反日朝日や毎日に広告をだす企業があれば 反日企業として処罰する」と企業を標的にした内容も犯行声明には記されていた。ただし、リクルート社が他紙に比べ、朝日に多く広告を出していたわけではなかった。

### 愛知韓国人会館放火事件
1990年5月17日午後7時25分頃、名古屋の愛知韓国人会館（民団系）が放火される事件が発生した。犯行声明では、当時の韓国・盧泰愚大統領を「ロタイグ」と日本語読みした上でその来日に反対し、「くれば反日的な在日韓国人を さいごの一人まで処刑」と脅した。

### 時効
警察は全国的な捜査を行ったが、2002年に阪神支局襲撃事件、2003年には静岡支局爆破未遂事件が公訴時効となり、このため日本で発生した殺人を伴う事件としては異例の完全犯罪となってしまい、全事件が未解決のままとなった。
兵庫県警察は捜査一課、西宮警察署に連絡要員を置き、時効後も真相解明を目指している。捜査資料は、事件に関係する人物が浮上した時の照合用として保管されている。
朝日新聞社は、時効を越えて「真相に迫る努力を続けてまいります」としている。
法制審議会では、赤報隊事件について「社会に重大な影響を及ぼす事件に時効を適用するのはおかしい」と議論されている。
当時の兵庫県警刑事部長は「時効で犯人の処罰は難しくなりましたが、真相究明の道が全てなくなったわけではなく、今後もあらゆる機会をとらえ、究明の努力を続ける所存であります」と表明した。
当時の兵庫県警西宮警察署長は「言論に対する暴力は許せない行為であります。時効を迎えていますが、引き続き情報提供を呼びかけたい」とコメントした。
小尻記者の遺族は「長い間お世話になりました。でも、私たちには時効はありません」、「殺人罪に時効はなくていいと思います」、「何年たっても同じ気持ちです。犯人をなおさら許すことはできません。この事件に時効は関係ありません。早く解決して真相解明をしてほしいと思います」と話した。

## 犯人の手がかり
後節の「#事件の背景と犯人像」も参照

### 報道
以下に報道された事実を記す。
- 犯行声明、脅迫状にどの事件も同じワープロ、用紙が使われ、用紙の折りたたみ方も同じで同一人物、又は同一グループの犯行と考えられる[5]。
- 3-4m の距離から散弾銃を一人で狙い撃ち、逃走時の危険が増すにもかかわらず更に編集室の奥に踏み込み、もう一人を撃ったやり方から、銃の扱いに手慣れ、大胆で冷静な行動ができる男[61]。
- 犯人は「反日」という言葉をよく使用する[62]。
- 靖国公式参拝問題での中曽根康弘首相への強い反発がある[63]。
- 在日韓国人の指紋押捺廃止への反発がある[64]。
- 戦後民主主義に挑戦する中曽根首相も生ぬるく、優柔不断としていら立つ狂信的な国粋主義者[65]。
- NHKニュースおはよう日本（2017年5月2日放送)は、次の事実を伝えている。警察は、朝日新聞の報道で対立関係にあった新興宗教団体や東京裁判、靖国神社参拝報道に異論を主張するグループの犯行を疑い、10人程度に容疑者を絞った。
- 一水会元最高顧問の鈴木邦男も犯人が動きを止めたのは、憲法改正をしやすくするため思想的に世の中を変えるという目的を達したからと指摘している（犯人像)。「犯人から、犯人とおぼしき人からの接触」を認めている（NHKスペシャル未解決事件 File.06「赤報隊事件」2018年1月28日)。
- 政界にも犯人の影がある（朝日新聞2001年8月3日付朝刊）。
- 犯人の思想（戦後体制否定、戦前回帰）は、安倍晋三首相が唱える「戦後レジームからの脱却」と直結している事が指摘されている[36]。
- 犯人について、次の指摘がされている（犯人像参照)。
- 警察は、犯人の足場が東海地方にあるとみている[66]。
- 被疑者は事件当時20−40歳くらい、身長160−170センチ。体形に幅があり、事件によって実行犯が違うという見方がある[5]。名古屋本社寮事件では関西なまりで話す男、静岡支局事件で60歳くらいの男が浮上している（目撃情報参照)。
- 阪神支局事件が起きた1987年5月3日とその前日の5月2日、支局周辺で不審なトヨタ・マークII、保冷車が目撃されている（後節参照）。トヨタ・マークII、1台は82年型の白、横浜か静岡ナンバー。もう1台は76年か73年型のワインレッド、三重ナンバー。保冷車には会社名が入っておらず、灰色。

### 捜査
1987年5月7日、仁平圀雄警察庁刑事局長は「極めて反社会性の強い事件なので、地元兵庫県警のみならず、全国警察の組織を結集して犯人を検挙し、動機や背後関係を解明する」と決意を表明した。
警察は、事件との関連性が疑われる阪神支局における取材上のトラブルの有無など、関連性が疑われる他の事件（1988年5月のYP体制打倒同盟脅迫状事件、1986年 - 1988年の亜細亜独立義勇軍関西部隊脅迫状事件、1991年12月8日に起きた米軍横須賀基地の車両放火事件など）、犯人との関連が疑われる組織・団体、物証などについての捜査を進めた。
また、捜査当局は犯行声明の分析を言語学者ら（複数）に依頼した。それによると、犯行声明の筆者は「ある程度知的な三〇代以上の人物」という分析結果が多数を占めた。「反日」という言葉（「反日分子」「反日マスコミ」「反日企業」など19か所ある）にも注目して捜査した。
事件で「赤報隊」を名乗る犯人が出した8通の犯行声明文、脅迫状は、1人の同一人物が作成した可能性が極めて高いという解析結果が出た（NHKスペシャル未解決事件 File.06「赤報隊事件」2018年1月28日)。
一連の事件では複数の男が目撃され、兵庫、愛知、静岡県警、警視庁は似顔絵や服装写真を作り、犯人を追った。延べ50万人が捜査対象になった。

### 「疑惑の中心地」とされた人物
山下征士元兵庫県警捜査一課長は、捜査で「疑惑の中心地」とされた人物について記している。捜査当局がマークしていたチャート図中央の人物がいた。刑事・公安両方が注目したが、警察庁が示した右翼関係者のリストの人物はほとんどがこの人物周辺、接点があった。兵庫県警は3回この人物に事情聴取した。名古屋本社寮襲撃事件の犯行声明文にある「反日朝日は五十年前にかえれ」は、「昭和12年12月から昭和13年1月までの南京攻略を言っている」と答えている。
この人物は旧日本陸軍連隊機関誌に「中曽根総理にもの申す」を寄稿した。内容は靖国神社参拝、教科書問題、朝日新聞批判で、「赤報隊」の犯行声明と似ていた。朝日新聞は1984年8月4日付記事で南京事件について報道し、1985年11月24日付でこの人物を批判した。山下元兵庫県警捜査一課長は、この人物の「キャリアや思想、朝日新聞への敵意」から、「ここまで公然と朝日新聞社と、中曽根政権に「もの言い」をつけていた著名人」はおらず、この人物が「真っ先にマークされるのはどう見ても自然」であり、実行犯ではないとしても「影響下にある人物を操縦して犯行を指示することは可能である」とした。山下元兵庫県警捜査一課長は、未解決事件に時効はないと話している。

### 元旧統一教会幹部の『懺悔録』
元旧統一教会幹部だった人物がジャーナリスト樋田毅のインタビューで事件について語った。
この幹部は事件が統一教会関係者によるものでない可能性に言及しつつ、国際勝共連合、統一教会の組織的関与を否定したが、末端の信者の暴発は不明とした盟友の見方に同意した。犯人について、実行犯、逃走を助けた人物、犯行声明文を執筆した人物、犯行指示のリーダーの存在を挙げた。

### 国会で再捜査求める
2023年2月2日、衆議院予算委員会で日本共産党の宮本岳志議員は谷公一国家公安委員会委員長に、兵庫県警捜査1課作成の資料を示し、事件の再捜査を求めた。谷委員長は「一連の事件は許しがたい暴挙で、二度とあってはならない」「公訴時効成立後に捜査を行わないというのが原則」「犯人が自ら名乗り出た場合など特段の事情がある場合には、警察として事実確認などを行うことはあり得る」と今後の再捜査の可能性を含む答弁をした。

### 時効後の捜査
静岡支局爆破未遂事件の現場付近で採取された指紋が、関東地方の別の事件に関わった50代男の指紋と一致した。

### 右翼・新右翼
捜査対象には、右翼団体、新右翼などが含まれる。1996年5月、朝日新聞の取材に対し國松孝次警察庁長官（当時）は、犯人について新右翼の捜査をしていることを認めた。しかし、「それだけではない」として他の視野での捜査を行っているとした。犯行について「実行犯の補助者」の存在なしでは困難との見方を示した。犯行声明を書く指令部の存在に言及した。
1998年1月、警察庁で警視庁公安部、兵庫県警、愛知県警、静岡県警の合同捜査会議が開かれ、動機から思想犯として右翼関係者9人（後に1人追加され10人）のリストが示された。10人は全員事件との関わりを否定し、一部の人間は任意でポリグラフを受けたが結果は「シロ」だった。捜査幹部の一人は「彼らの周辺に容疑者がいる可能性は、今も否定できない」と話した。
犯人らは自らを「日本民族独立義勇軍」の関係者であるかのように示唆していたが、この名称を名乗る団体は、1981年から1983年にかけて朝日新聞や米ソ領事館にテロ攻撃をしかけている。この犯行声明が一水会に送られ、同会の幹部らが同調的な動きを示していたこともわかっており、警察は同会周辺を徹底的に捜査した。

### 一水会
「反米反共」等を訴えた団体で、鈴木邦男によって創設された。鈴木は、自身の著作物で、赤報隊と会ったことがあると記した。彼が会った赤報隊のメンバーは、「老人ではなかった。若かった」としている。鈴木は自著である「夕刻のコペルニクス」でも、赤報隊員と話したことを明かしており、閣僚の靖国参拝をやめたこと等が原因で、中曽根元首相を「裏切り者」とみなしている旨を記している。一水会も、中曽根元首相を敵対視しており、首相が、座禅に全生庵を訪れた際も、一水会に狙われていた記述が、首相の警備記録にある。一水会は、1990年5月17日に起こった愛知県韓国人会館放火事件にも関与していたことをほのめかす内容を、機関誌の「レコンキスタ」に載せている。

### 大悲会
野村秋介によって設立された団体。自身の肩書を「大悲会後見人」としている盛田正敏は、野村秋介が、赤報隊と関係があり、116号事件に関わっていた可能性を話している。盛田は、阪神支局事件の直後に、野村秋介から電話があり、3000万円程の現金をもってくるよう依頼されたという。その際、野村は「もう後には引けない」と語っていたとのことで、狼狽していた様子だったという。盛田が、野村の事務所に現金を持って行くと、応接室に、短髪、中肉中背の30代の男が座っており、野村は、持っていた現金を、その男にすぐに渡したとのこと。盛田は、応接室にいた男が、阪神支局事件の実行犯か、赤報隊のメンバーではないかと考えている。ただ、野村が、記者を殺害することを命じる人物ではないとも話しており、現場での手違いから実行役が記者を撃った結果になったのではないか、と推測している。盛田が、後日、男の素性を野村に確認したところ、男は北陸地方に住む銃マニアの自衛隊出身者で、「逃走資金」を出してやる必要があったと説明されたとのこと。

### 野村秋介
野村は、「いずれ朝日を叩かないとダメだ」「朝日新聞はA級戦犯だ」と話していた。1993年に、彼は、朝日新聞東京本社で自決をしたが、当日に現場に駆け付けた警視庁捜査一課元幹部は、野村を「一連の116事件の『黒幕的存在』だった」のではないかと考えており、野村の拳銃自決後は「これで116号事件は終わったなと思った…」とも話している。リクルート社の江副浩正元会長によると、彼は、赤報隊に狙われていたため、宿泊していたホテルにて、警察により警護されていたが、そのメモには、「野村秋介氏が、朝日新聞社で自害した翌日から、警視庁は私の警護を解除しました。」とあった。警察庁の元最高幹部によると、東京本社銃撃の犯行声明文内の名乗りが、『日本民族独立義勇軍　別動　赤報隊』となっていることから、朝日新聞を敵対視していた野村の周辺に、犯人グループがいた可能性が高いと考えてよい、としている。一水会代表者の鈴木邦男によると、野村の朝日新聞東京本社での自決は赤報隊へのメッセージであり、それを受けて赤報隊が事件を起こさなくなったと言う。

### 日本民族独立義勇軍（以下「民独」）
この組織は、朝日新聞を『反日・排日・侮日思想をあおる元凶』と捉えており、1983年8月13日に、朝日新聞東京本社、名古屋本社に同時に時限式発火装置を仕掛けている。それ以前には、1981年12月に、神戸にある米国総領事館放火未遂事件、1982年5月には横浜市本牧の元米海軍横浜住宅で放火事件、1983年5月には、在大阪ソ連領事館でも放火未遂事件を起こしている。彼らは、犯行声明を出しており、一水会に届けられていた。民独は、赤報隊同様一人も逮捕されておらず、その正体は不明のままである。野村秋介は、民独が自分の配下にあったと述べており、本人は全ての事件に関与をしていなかったものの「全面支持」をすることを表明していた。また、116号事件の重要捜査対象者9人のリストの右翼関係者は、それぞれ民独事件に関与した疑いがある。民独と赤報隊が同一グループかどうかについては意見が分かれている。阪神事件で人的被害が出た赤報隊の事件と比べ、民独の犯行は放火中心であったため、二つは別のグループとする見方があるが、反対に鈴木邦男は、民独と赤報隊は「同じグループ」と述べており、「民独に赤報隊の原点がある」とする警察庁元最高幹部もいる。

### もう一つの「赤報隊」
野村秋介に賛同した東海圏の自衛官出身者や散弾銃所持者である右翼関係者らが、後方支援の非合法組織「国民前衛隊」を結成した後、1980年頃に、その分派として「赤報隊」が結成された。（これは、後に1987年から90年にかけて行動した赤報隊とは別のものである。）この、もう一つの「赤報隊」は日本民族独立義勇軍が登場する前に自然消滅している。一水会の鈴木邦男は、「民独も赤報隊も国民前衛隊を手本として設立された可能性がある」と語った。国民前衛隊の中には、一連の事件の後に暴力団組長になったメンバーもおり、1987年の朝日新聞阪神支局を襲撃した赤報隊事件について、実行犯が記者を撃った理由を、記者が動いた際に、犯人が反射的に撃ったのであろうと語っていた。「赤報隊」という組織名の由来は幕末に尊攘・倒幕を掲げた相楽総三が隊長を務めた「赤報隊」からとったものである。

### 統一教会
「世界基督教統一神霊協会（現・世界平和統一家庭連合）を捜査しようとしたところ、政治家からの圧力により捜査を中止させられた」と有田芳生は捜査幹部の話として紹介している。
兵庫県警の元捜査官は上司から「上からストップかかった」と言われて捜査中止を命令されたと証言している。このため事件への関与の疑いを残したまま統一教会は捜査対象から外された。
当時、朝日新聞社の発行する『朝日新聞』『朝日ジャーナル』が統一教会の「霊感商法」批判を展開しており、これに統一教会側は激しく反発し、当時、統一教会は朝日新聞を批判するビラを駅前で大量に配布するなどしていて、朝日新聞社と統一教会は実質的に戦争状態だったのである。
さらに事件直後の5月5日、「とういつきょうかいの わるくちをいうやつは みなごろしだ」という脅迫状が朝日新聞東京本社に届いた。この脅迫状には、発砲して使用済みとなった散弾銃の薬莢2個が同封されており、犯行声明ともとれるものであった。同封されていた薬莢は阪神支局で使われたものと同じ米国の大手銃器メーカー、レミントン社製で、口径と散弾のサイズまで阪神支局で使われたものと同じ（口径は12番。散弾は7.5号）であった。消印から東京都渋谷区から投函されたことが判明している。しかも、統一教会本部の所在地は渋谷区松濤である。更に、阪神支局で使われた銃弾がレミントン社製と報道されるよりも前に、薬莢を同封した脅迫状は投函され、朝日新聞社に届いているのである。
しかし、この薬莢は当時、日本で最も消費量の多いものであり、しかも犯行に使われたのは輸入品であり、脅迫状に同封されていたものは国産品という違いまであった。さらに、赤報隊が送ったとされる一連の犯行声明文・脅迫状はシャープの書院シリーズＷＤ―２０（２５）によって書かれていることが判明しているが、本件の脅迫状はゴム印字のようなもので書かれていた。この脅迫状について警視庁は「阪神支局襲撃事件とは無関係な悪質ないたずら」と断定した。
有田芳生は、阪神支局襲撃事件で使用の銃弾がレミントン・ピータース7・5号弾と報道前に薬莢を脅迫状に同封して朝日新聞社に送りつけられたことから、犯人あるいは犯人関係者が投函したと断定し、「秘密の暴露」と表現している。
『朝日ジャーナル』の編集長をしていた筑紫哲也宛にも脅迫状が届いていたことなどから、捜査当局は右翼だけでなく統一教会関係者も捜査対象にした。
当時、統一教会系の政治団体である勝共連合は全国各地で「スパイ防止法制定促進会議」を組織し、中曽根政権が進める国家秘密法制定を支援していたが、朝日新聞は言論の自由への弾圧につながるとして反対していた。これに対し勝共連合は朝日新聞に街宣車を繰り出し批判活動を展開、その終了した一か月後の1987年2月26日川崎郵便局消印で、何者かが勝共連合を差出人の名に使って「てめえらの社員のガキを車でひき殺す」との脅迫状が届いた。この脅迫状では「共産サタン」「文教祖さま」といった統一教会でよく使用される言葉が使われていた。朝日新聞社特命取材班キャップだった樋田毅は、「組織のメンバーかメンバーと交友関係のある人物の可能性」を指摘している。
一方で、朝日新聞社116号事件取材班が、「『赤報隊』が送りつけた犯行声明・脅迫状」と認めているものの中にこの脅迫状はない。赤報隊が送った脅迫状は、ワープロの書体や用紙の折り方、文体から同定されている。
また、1985年12月、宮崎県で地元の都城第二三連隊が南京虐殺に関わったかどうかをめぐって、地元の元将兵らの「二三連隊会」が統一教会系の新聞である『世界日報』紙の社会部長を伴って朝日新聞宮崎支局を訪れ、全国版に訂正記事を出すよう申入れ、これを『世界日報』紙が後押しする報道を続けていた。これは、1987年1月23日朝日新聞の全国版で連隊会が無関係を表明したことを掲載して終了したが、これ以上の言論攻撃が困難となった直後の同年1月24日から東京本社銃撃事件といった直接的な朝日新聞襲撃事件が始まっている。
『朝日ジャーナル』の記者が取材した、統一教会脱会信者の話によれば、同年3月TBS系のテレビ番組『報道特集』で霊感商法が取り上げられる1週間ほど前、霊感商法関係者の会議で関西の対策部長と名乗る人物が「警察の上の方の人は私たちの事を理解している。しかし、下の方は事情を知らず、単なる正義感、常識、法律で私たちを攻撃している」「マスコミが騒ぐと警察は動かざるをえない」「誰かがサタン側に立つ誰かを撃ったとしても、それは天的に当然許される」と語ったという。
統一教会信者であった元自衛隊員もおり、朝日新聞記者が事件につながらないかとみて、追っていたものもいたという。（後述の「犯人像」中の「元自衛官説」を参照）
霊感商法等の不法行為が警察の取り締まりの対象とならないのは、多額の政治献金を受けている政治家の介入によるものであるとされる。
一方で、赤報隊の声明文は全て日本民族の文化を重視する思想で貫かれており、この点では韓国中心に考えられた統一教会の教義と一致しないという意見もある。

### 目撃情報
犯人らしき人物の目撃情報として、次のような事項が報道されている。
- 阪神支局事件
  - 身長160-165cm 中肉中背、やや細目、20-40歳、黒の目出し帽、黒縁の眼鏡、黒っぽいセーター、ズボン[113][114]。
  - 散弾銃が発射された直後、左脇に荷物を持ったような姿で支局前を早足で横断する男が目撃される[115]。
  - 事件の40分前、阪神支局をのぞき込むヤクザか右翼の感じがするがっちりとした体格の男が目撃される。短いパンチパーマ、ギョロッとした目、灰色ジャンパー、白ぽいズボン姿[116]。
  - 警察は黒縁の眼鏡の男が実行犯、短いパンチパーマの男が運転役の可能性があるとみている[115]。
- 名古屋本社寮事件
  - 身長約170cm がっちりした体格、3、40歳代、黒の目出し帽、髪を七三ぐらいに分ける。長そでの上着、白いワイシャツ。右手に白の手提げカバンを持つ。
  - 「何か音がしたろ」と関西なまりで話す。着替え、寮西側の道路を南へ逃走[115][113][114]。
- 静岡支局事件
  - 60歳ぐらい、ぼさぼさの髪。
  - 松屋百貨店の紙袋を持つ。
  - 犯行時間帯、支局駐車場で前屈みで立っていた男、支局に近い百貨店前で紙袋を持つ男が目撃される[114]。
- リクルート元会長宅事件
  - 身長160cm 細身、肩が広い、20-25歳、紺色系の前が赤色の野球帽、黒縁の眼鏡、白いマスク姿。
  - 紺か緑の雨がっぱ、左脇に40-50センチの細長い袋を持つ[114][113]。

### 物証
事件では多くの物証が残された。

#### 散弾銃
阪神支局で使われた凶器は、銃身を30センチ程度に切り詰める改造を施された散弾銃と見られている。犯人は二発発砲したにもかかわらず、現場に空薬きょうが残されていないことから、2連銃身式の散弾銃が使用されたと推測される。ただし、事件に遭遇した記者は銃口は一つと証言しており、自動銃であった可能性も捨てきれない。警察は、20万人の銃所持者と9万人の弾購入者を捜査した。

#### 散弾粒
- アメリカ合衆国レミントン社製7.5号散弾。1978年ごろ製造。
- 東京本社：ひしゃげた弾粒2個と5 - 6個の細片。
- 阪神支局：470個の弾粒、直径2.41ミリ。2個のカップワッズ、直径1.85センチ。
- 名古屋本社寮：322個の弾粒、直径2.41ミリ。2個のカップワッズ、直径1.85センチ[120]。

#### ワープロ
- 使用されたワープロは、シャープ製WD-20(25)[注釈 8]。
- 事件発生までに4万1311台が販売され、約2万4000台の所有者が判明した[74]。

#### 封筒
- 犯行声明が入っていたのは、洋型3号封筒[121]。
- 名古屋市内のメーカー製。小売用の大半は同市内で販売[66]。
- 声明文は正確に八つ折りになっており、紙折り作業に手慣れした同一人物が関与とみられる[122]。

#### ピース缶爆弾
朝日新聞1988年3月15日付朝刊は、ピース缶爆弾に使用された物の遺留品について報じている。静岡支局事件で使われたピース缶爆弾は、秋葉原で18品目中13品目そろえられることから、捜査当局は秋葉原電気街で部品を購入と推理、捜査した。合板に固定したピース缶（黒色猟用火薬、釘）、乾電池、スイッチ、電線などで出来、松屋百貨店の紙袋に入っていた。
- 買い物袋 1枚。縦28センチ、横22センチ、幅12センチの角型。黒色の地に灰色で「MaTSUYa」の文字。松屋店内の自動販売機で販売。100円。約4万枚流通。
- 時計 1個。縦9.1センチ、横11.1センチ、奥行き6.2センチの箱型。全体が黒で、ふち取りはローズピンク。服部セイコーのKG533P型。茨城県石岡市内の工場で生産。定価2600円。約1万個流通。
- 乾電池 2個。縦1.5センチ、横2.5センチ、高さ4.5センチの角型9ボルト電池。大阪府守口市の松下電池工業本社工場で生産された「ナショナルネオハイトップ」で黒色に白と銀のストライプ。トランジスタラジオやラジオに使用。1個200円。年間800万個生産。
- ピース缶 1個。直径約7センチ、高さ8センチ。京都市の日本たばこ産業関西工場製。1987年11月30日に生産。底に「6311OV」の刻印。当日5万2680個生産。東京、京都、愛知、静岡など11都府県の同社物流基地に出荷。販売地域が限定されているため、捜査本部は有力視している。
- 火薬 量は約90グラム、黒色、粒は直径0.4 - 1.2ミリ。黒色猟用火薬。手製弾用。使用者はごく一部（全国で300人）。捜査本部は「犯人に到達する可能性が最も高い」とみる。日本化薬で生産。年間約700キロ生産。
- 釘 約200本。長さ1センチ、軸の太さ1.6ミリ。頭部が平たく大きい。椅子の裏張り布の仮止めやキャンバスを枠に打ち付けるのに使用する「大平鋲」。生産量は釘全体の3%程度。
- スイッチ 1個。縦21.5ミリ、横29ミリ、高さ32.5ミリ。東京都目黒区の明工社製「MU3601」。一般家庭や事務所の蛍光灯用スイッチとして広く使用。100万個以上生産。
- 板  1枚。縦21センチ、幅11センチ、厚さ2センチの合板。
- その他 綿、電線、ビニールテープ、ボルト、ナット、接着剤、着火源など。

#### 繊維片
- 1987年5月6日に届いた共同通信社宛の犯行声明の封筒に、3.9-0.4mmの繊維片9本が付着。
- 素材はレーヨンで、銅も含まれていた。
- ワープロの印字を封筒にはったときに付着したと、鑑識の結果判断[123]。

#### 指紋
一連の事件で3個の遺留指紋を検出し、捜査した。

#### 掌紋
犯行声明や事件現場から採取された10個の掌紋（手のひらの跡）を、警察庁の自動識別システムで照合した。

#### 車両
阪神支局事件の当日と前日に支局周辺で、2台のトヨタ・マークIIが目撃されており、捜査当局は重要な手がかりとみなした。
1台は82年型の白で、横浜か静岡ナンバー。1987年5月2日午前6時から3日午後1時頃の間に支局南の民間駐車場で横浜ナンバーなど現場周辺や、犯行直前の5月3日の午後8時12、3分頃阪神支局前の市道を2人の男が乗り、無灯火でゆっくり走っているところなど、計7人にのぼる目撃者証言がある。捜査当局は目撃情報に該当する車両のうち約2,600台を調べ終えた。
もう1台は76年か73年型のワインレッドで、三重ナンバー。犯行直後とみられる時間帯に、支局前の一方通行を無灯火で逆行し、阪神電車の踏切を減速せずに渡るところを目撃されており、捜査当局はこの目撃情報に該当する車両約4,000台のうち1,500台の所有者を特定した。
マークII以外の不審な車両の目撃証言として、1.5-2トン積みで、車体に会社名などが入っていない灰色の保冷車が、5月3日午後8時20分ごろ、支局の南約75メートルの交差点手前に駐車しているところが目撃されている。下見役、運搬役とみられている。

#### 靴
犯人が履いていた靴の情報は次の通り。
- 名古屋本社寮事件の現場から足跡が見つかり、靴底を特定した。
- 神戸市内の靴底メーカーが事件までに約7万4000足製造し、靴メーカー9社で別のカジュアルシューズに仕上げられたことがわかる。

#### ジャケット
犯人が着用していたジャケットの情報は次の通り。
- 名古屋本社寮事件で犯人が着ていた服は、カーキ色の米軍防寒服「M65フィールドジャケット」に似る。
- 全国で10数店だけ大量に扱っていたことが判明した。

## 事件の背景と犯人像

### 時代状況
1982年末に誕生した中曽根政権は国家主義的色彩を強め、靖国神社公式参拝、建国記念日式典に首相として初めて参加した。1985年8月15日、中曽根首相は靖国神社に公式参拝したが、中国・韓国両国は公式参拝を強く批判し、中国では全国で抗議デモが起きた。1986年8月14日、「近隣諸国の国民感情に配慮する」旨の後藤田正晴官房長官談話が出され、公式参拝が中止された。これに対して遺族会や右翼陣営が反発し、日本遺族政治連盟の16万人の会員が自民党脱退を明らかにする。藤尾正行文部大臣は『文芸春秋』（1986年10月号）で韓国併合は「韓国側にも責任がある」と述べ、罷免された。1986年、教科書問題が外交・政治問題になった。日本を守る国民会議（現日本会議）の学者が編集した高校用日本史教科書『新編日本史』に対して中国・韓国が批判すると、中曽根政権は記述を修正させた。朝日新聞は「復古調」の教科書と報じた。右翼陣営は中曽根首相を強く批判した。
当時、国家秘密法で大きな論争が起きていた。1985年6月、国家秘密法案が国会に提出されるとメディア、野党、日本弁護士連合会、日本ペンクラブなどが批判し、日本新聞協会や日本民間放送連盟は反対声明を発表する。朝日新聞は社説「時代錯誤のスパイ防止法」（1985年5月29日）、記事「スパイ防止法ってなんだ」（新聞週間中17回連載）を掲載するなどの大キャンペーンを張り、廃案を主張した。1985年12月、法案は審議未了で廃案になったが、翌1986年5月、修正案（死刑を無期懲役、報道機関は罰則除外、防衛秘密限定）を作り、7月の衆参同日選で圧勝後、中曽根首相は再提出の時期を探る。推進派は統一教会の関連政治団体である国際勝共連合が中心となり、運動を展開した。地方議会の過半数で「スパイ防止法制定決議」が通過した。朝日新聞は同じ頃霊感商法を追及していた。『朝日ジャーナル』（1985年4月5日号）が発売されると朝日新聞東京本社に嫌がらせ電話が殺到し、国家秘密法や霊感商法を批判していた神奈川新聞などにも脅迫や嫌がらせの電話が集中した。　
新聞界でイデオロギーの対立が激しくなった時期でもあった。読売新聞による朝日新聞攻撃が顕著になり、論調の保守化、右傾化が進み、改憲、反朝日、国家主義の産経新聞を越えるものになった。読売の中曽根路線に対し、朝日の自由主義、市民社会路線という思想的立場が明瞭になっていた。

### 犯人像
捜査当局は犯人像について銃の扱いに手馴れ、「大胆で冷静な行動ができる男」とした。「同一人物または同一グループによる犯行」、幕末の「赤報隊」気どりの犯行とみる。兵庫県警は事件には近代史に詳しい人物が関わった可能性があるとみた。朝日新聞は「凶悪で執念深い性格」とみている。兵庫県警捜査一課長は朝日新聞そのものを狙ったテロと位置づけ、組織性があるとみる。兵庫県警警備課次席は「犯人は右翼だと思う。犯行声明に書かれていた『日本民族独立義勇軍』という名は、一般には知られておらず、勉強していなければ出てこない名称だ」とした。ゲプハルト・ヒールシャー、堀幸雄らも、犯人を右翼と示唆している。
捜査当局は犯人を「右翼の内情に精通している人物」とみており、朝日新聞に激しい敵意、恨みを持ち、「反日」という言葉を多用したことに注目した。ある学者から事件前に出された挨拶状に犯行声明文と類似点があることを突き止めた。ある評論家は、事件前から「反日」を多用する右翼理論家の名前を指摘した。捜査当局は犯人が東海地方に足場があるとみている。
NHKスペシャル未解決事件 File.06「赤報隊事件」は、「自由な社会を銃弾で切り裂いた赤報隊、その影は今も社会のどこかに潜んでいる」と報じた（2018年1月28日)。
赤報隊の主張には新右翼との類似性が認められる。しかしその断定には異論も多い。従来の右翼とは細かな点で矛盾するところが多い。野村秋介も「赤報隊は右翼ではない」と主張している。
捜査幹部は「『赤報隊』が静岡事件で、3月10日の旧陸軍記念日を意識して行動していた形跡が窺えることから、旧日本軍関係者まで捜査範囲を広げた」と語った。ある公安関係者は「朝日新聞を批判し、反権力的な思想を持つグループの中から有力な容疑者が浮かび上がってきた」「本当の動機を持ち、陰で実行犯を操る黒幕こそ真犯人」と述べている。
井上ひさしによれば、「赤報隊」を名乗った犯人が朝日新聞などを「反日分子」としたことに注目し、犯人が「大日本帝国憲法の信奉者」であるとした。
木村正人は、「中曾根康弘首相（当時）の教科書問題や靖国参拝への対応に我慢ならない勢力」のテロとみている。
「Journalism」（2015年8月号・朝日新聞出版）は犯人について、「右翼陣営の中心近くに身を置き、その内部情報に接することができるインナー・サークル（権力中枢部にいる側近）の一員」との見方を示した。100人以上の取材対象者の中に「犯人がいる可能性はゼロではない」「少なくとも犯人を知っている人物がいる可能性は十分にある」としている。また、犯行声明文にある戦後体制否定・戦前回帰の思想は、安倍晋三首相が進める「戦後レジームからの脱却」に直結していると指摘している。

#### 潜在右翼説
鈴木邦男は著書『赤報隊の秘密』で「もし赤報隊が新右翼だとしたら」を記述したり、他にも事件について述べている。鈴木は赤報隊を「絶望的な気持ちを持っていた‘潜在右翼’」と推理した。また元捜査幹部の説として、赤報隊は警察が「潜在右翼」と呼ぶ、三島思想を受け継ぐ新右翼運動の流れの中にいる人物ではないかという。鈴木はジャーナリスト、大谷昭宏の「赤報隊は目的を達したのか」という質問に、「達したから止めたんでしょう。思想的に世の中を変えたと思っているんじゃないですか。15年前は憲法改正と言っただけで、みんな反動だと叩かれた。今は誰でも言っている」と答えている。

#### 元自衛官説
2001年11月半ば、朝日新聞大阪本社116号事件取材班に「実行犯は右翼思想を持つ元自衛官。事件当時30歳ぐらい。その後関西の寺の住職になったが、数年前に死んだ」と電話があり、取材班が元自衛官Xを追跡した。1980年代初め、統一教会に在籍していた。Xは自衛隊でレンジャー訓練を受けた後の1982年に他2人の統一教会信者の自衛隊員と共に自衛隊を除隊し、後に3人で外国で反武装勢力に義勇兵として参加した。その後に右翼団体に入り「右翼は非公然組織を持ち、武器の扱いに精通すべきだ」と話している。散弾銃と阪神支局事件ものと同じ弾薬を所持していた。阪神支局事件が起きた年の1987年夏に朝日新聞記者が直撃したが、この男は逃げるように走り去ったという。また1988年に右翼団体をやめたが、団体関係者はXを覚えておらず、また右翼の世界では外国での軍事経験は大きなステータスとなるはずが、何故か隠していた模様。同時期に関西の寺院に入り、1990年に練炭火鉢の不始末で32歳で一酸化炭素中毒死している。警察はXの死について自殺・他殺を疑っている。理由として「自衛隊レンジャー隊員出身で義勇兵までやった人間が火鉢の不始末で死亡するのはあまりに無用心」「妻（当時36歳）が消防に通報するまで、10時間近く経過している」がある。なお通報の遅れについて妻は自身も中毒状態で動けなかったと証言している。妻も統一教会員だったといい、彼が事件にかかわっていた可能性はあると話す兵庫県警幹部もいたというが、本格的な事情聴取はできないままとなった。

#### 東京在住インテリ系右翼説
右翼的表現を使用し、手慣れた文章で犯行声明を書く。東京都を省略したり、「都内」と送付先を書き出す。「関西」「中京方面」と表現し、東京新聞を標的にしたことから、「東京を拠点に全国規模で活動する中高年のインテリ系右翼」と捜査当局は犯人像を描いた。

### 動機
捜査当局は朝日新聞の言論、報道が狙われたと断定している。朝日新聞は「首相の靖国神社参拝と復古調の教科書の問題」を「犯行の引き金になったと思われる手がかり」とみている。
原寿雄は事件に対し、「朝日新聞を狙った言論へのテロ、思想的攻撃」と判断し、中曽根首相の靖国神社公式参拝、国家秘密法推進、「皇国史観や国家主義に基づく歴史教科書」に朝日新聞が強く反対し、「中曽根批判の先導的役割を果たした」ことを「事件との関連で重視する」とした。牧太郎も、中国・韓国の批判による中曽根首相の靖国参拝中止、教科書の修正が赤報隊脅迫の原因との見方を示した。堀幸雄も犯人が復古主義を志向していることを示唆している。茶本繁正は朝日新聞が国家秘密法反対運動で大きな役割を果たしたことが、事件の背景になった可能性に言及した。事件は右傾化する政治動向と密接不可分で、「戦争と侵略体制を否定する一切の言論と思想」が狙われ、戦争体制づくりへの抵抗を崩壊させる意図があり、権力の方針を補おうとする政治的役割りがあるとされる。

#### 靖国と教科書
中曽根首相に出された脅迫状に「貴殿は総理であったとき靖国参拝や教科書問題で日本民族を裏切った」とあったことから、捜査幹部は「靖国と教科書」を動機の本筋とみている。また、捜査当局は靖国参拝、教科書問題への不満からの抗議と判断、歴史教科書問題が事件の発端になった可能性もあるとみている。ある捜査幹部は「犯人が右翼思想の持主なら、靖国神社参拝や教科書問題をめぐる中曽根政権の対応に忸怩たる思いがあったはずで、そうした気持ちが爆発したのが116号事件ではないか」と語った。

#### 国家秘密法批判
1979年国際勝共連合などがスパイ防止法制定促進国民会議を発足させ、1984年4月自民党のほとんどの国会議員、民社党の一部議員、経済界、法曹界の保守派や保守的文化人らがスパイ防止法制定促進議員・有識者懇談会をスタートさせた。1985年6月自民党が国家秘密法案を国会に提出し、同法案をめぐって激しい論争が起きた。最高刑を死刑とするスパイ防止法に対し新聞界では反対運動が広がり、朝日、毎日、東京、神奈川新聞、琉球新報、信濃毎日新聞、北海道新聞、共同通信などが反対キャンペーンを張り、朝日は社説で廃案を主張した。1986年11月25日の紙面は「国家秘密法増える反対議会」と題し、全国調査の特集を組むなど朝日新聞が法案を強く批判していた。捜査当局はこのことに触発された可能性もあるとみている。

### 犯人の主張・思想

#### 主張
「赤報隊」を名乗った犯人は犯行声明や脅迫状で、戦後日本の民主主義体制を否定し、「反日朝日は 五十年前にかえれ」と戦前に戻ることを要求した。「占領軍政」以後「日本人が日本の文化伝統を破壊するという悪しき風潮」が蔓延、「日本民族全体を滅亡」させる者を「反日分子」と呼び、「一掃せよ」と主張。中曽根康弘元首相に対し送り付けられた脅迫状には、「靖国参拝や教科書問題で日本民族を裏切った」「もし処刑リストからはずしてほしければ 竹下（当時の竹下登首相）に圧力をかけろ」、竹下登首相に対しては「貴殿が八月に靖国参拝をしなかったら わが隊の処刑リストに名前をのせる」と記されていた。また、朝日新聞、毎日新聞、東京新聞を「反日マスコミ」と呼び、朝日、毎日に広告を出す企業を「反日企業」として攻撃対象にした。

#### 思想
捜査当局は犯人を右翼的信条の持ち主とみている。一方、被害者である朝日新聞は三島由紀夫の思想の影響を指摘する。捜査当局は事件と三島との接点について、三島事件を報道した朝日新聞での自殺直後の遺体写真掲載への反感、三島の葬儀と朝日新聞東京本社襲撃事件は1月24日で同日、犯行声明文が三島の檄文に似ている、と指摘している。
中曽根・竹下両元首相への脅迫状は靖国参拝、教科書問題に言及していた。竹下登元首相への脅迫状を右翼思想の持ち主と決定づける、と朝日新聞は捉える。捜査幹部は犯人に戦後体制への反感があると述べ、朝日新聞は事件を政治的テロとし、戦後体制否定、戦前回帰の思想の持ち主とみている。占領軍が民主化を推進した戦後社会への憎しみ、朝日新聞、毎日新聞、東京新聞などへの怒り、韓国への反感があり、極右思想の国粋主義とも推測される。

### 犯人の意図の解釈
事件の意味することについて、次のような指摘がされている。 「赤報隊」を名乗った犯人は、犯行声明で「反日朝日は五十年前にかえれ」と記し、戦後日本の民主主義社会をターゲットに戦後を全否定、戦前に戻そうとする攻撃を掛けてきた。朝日新聞、日本のジャーナリズムだけでなく、国民に対して「言うことを聞かないと朝日のような目にあうぞ」という脅迫である。戦争の総括が不十分で、戦後も右翼の地下人脈が残り、主張を暴力で実現する土壌の存在が事件で明らかになった。市民に一線を越す発言への恐怖心を与えた。犯人が憲法記念日に襲撃したのは、朝日新聞と憲法が重なるからと思われ、憲法理念を体現しようとする朝日新聞に国家主義者は我慢ならなかった。後藤田正晴は今の世相が昭和一ケタ後半（1930-35）の時代に似つつあることに警告を発し、言論を暴力で封じる動きに「用心せにゃならぬ時代に入ってきつつあるんだよ。日本本来のあり方を見直せという声が出てきて、国民もその通りだという空気になりつつある」と指摘し、石原信雄は「事件は言論の自由が奪われていった戦前を思い起こさせる。不寛容な空気が社会を覆い始めているのではないか。戦前の国粋主義につながっている」と警鐘を鳴らしている。

## 社会の反応

### 事件への批判
記者2人を殺傷した朝日新聞阪神支局襲撃事件は、言論弾圧事件として大きな注目を集め、新聞・雑誌等では当時、「表現の自由」に対するテロリズムであるという報道がなされていた。朝日新聞は「犯人にどのような言い分があったとしても、こうした暴力がいささかでも正当化されるようなことがあってはならない」(社説1987年5月5日)、中曽根首相は「表現の自由、あるいは言論の自由、憲法の保障する基本的な権利への挑戦で、こういう傾向が出てくることは、世の中のためにも憲法擁護のためにも厳重に阻止しなければならない」、日本新聞協会は「言論・報道機関に対する前例のない凶悪な犯罪であり、民主主義を否定する暴挙である。記者を殺傷するような行為は絶対に許すことはできない」と批判した。井上は記者の生命を奪う行為は、個人の生命を「最大の尊重を必要とする」とした日本国憲法第13条に外れ、「主権在君から主権在民という日本の歴史の流れに逆らう」犯人こそ「反日分子」だと批判した。西尾幹二も犯人が中曽根康弘、竹下登両首相への脅迫状の中で靖国神社参拝問題に触れたことに対し、「靖国を大事にする人が暴力とつながっているように、世間の人々から思われてしまう」「迷惑な話だ」「右も左も言論への暴力はいけない」と批判した。大谷昭宏も「百パーセント許すことができない」「犯人は『記者を撃つ』ことで『言論を撃った』」、有田芳生も「思想に生きる者としての自負がいささかでもあるならば、沈黙は断じて許されない」と批判した。櫻井よしこも「朝日に言われるまでもなく、言論には言論で対峙することが民主主義国家における大前提」と述べた上で、殺害された記者は「絶対に許されざる言論テロの象徴的犠牲者」と主張している。

### 事件への便乗・協調の動き

#### 事件を予言した人物
1997年暮れに「ある組織の者」と名乗り、朝日新聞神戸支局に殺害された記者の遺族の様子を尋ねる電話があった。捜査に挙がっていない散弾銃について、関東のメーカー名を指摘して、二連式散弾銃のほとんどは腰だめ撃ちで2発目が発射しないためにSKB社製を選んだ事、自動銃を選ばなかった理由に、薬莢に線条痕が残り銃の特定を防ぐ事を挙げた。「銃はもう処分した」と話し、対応した記者が「犯人を知っているのか」と聞くと「どうでもええやないか」と切った。後に、電話の主は関西在住の50歳代の男性で、大学時代に三島由紀夫を研究するサークルを創立していたことがわかった。名古屋本社寮事件のころ、「事件は東に走る」と話し、「極刑の待ち受けたるを知りつつも尚も征かん草莽の士は」という歌を詠んだ。兵庫県警の任意の事情聴取に「おとりになって、捜査の目を引きつけようとした。赤報隊が逃げおおせられれば、本望だ」と話したという。周囲に「朝日新聞の事件は知り合いの同志の部下がやった。自分は見届け役をした。赤報隊から電話がかかってきた」と話している。

#### テロを「お灸」と表現した学者
右翼のほか保守派の一部には犯人の主張に共感を覚える者がいた。例えば中村粲が産業経済新聞社の『正論』2001年5月号で、朝日の歴史教科書問題報道を「朝日は銃弾を撃ち込まれ、その後暫くは大人しくしていたようだが、昨今の朝日の傍若無人とも思える偏向紙面を見ると、まだお灸が足りないやうだ」と評した。朝日の“テロを容認するのか”との抗議申し入れを受け、編集部は「誤解を招く表現だった」として、6月号で謝罪文を掲載した。中村は10月号で「朝日新聞の売国的偏向報道の累積が銃撃事件の引き鉄になつたと、因果関係を示唆したに止まる」と反論した。また、「…お灸が足りないやうだ」の意図について、「赤報隊がお灸をすえるつもりだったかもしれないと客観的に叙述しただけだ」と、朝日新聞社116号事件取材班に答えている。
2012年には赤報隊を称える『朝日新聞襲撃25周年祝賀国民行進』なる行事が極右団体主催で行われるなど、テロ行為に賛同する人物が一定数存在している。

#### 事件を肯定する記事を書いた人物
阪神支局襲撃事件から20日余り後に、事件を肯定する記事を書いた人物がいた。左派学生らから襲われ、「武器を学んで復讐する」ために陸上自衛隊に入り、三島事件後に辞めている。経団連襲撃事件に加わった。
右翼団体機関紙に「反日売国朝日新聞社は何故襲撃されるのか!」（見出し:「祖国日本の歴史道統を憎悪で燃やす朝日の記者」)という署名記事を書き、「靖国・教科書問題で内政干渉の水先案内人を買って出た朝日新聞社」「朝日新聞は襲われて当然。赤報隊を支持する」と主張した。
未解決事件 (NHKスペシャル)「赤報隊事件」は「ある右翼団体の代表が
重要な捜査対象として浮上していた」と紹介した。この人物と特命取材班記者とのやり取りが、実録ドラマで描かれている。
右翼団体の代表は、次の発言をした。
樋田毅記者は、次のように述べた。
兵庫県警捜査本部は、この人物が阪神支局襲撃事件が起きた1987年5月3日のアリバイが不明確である事に注目した。5月3日〜7日、家族の病気見舞いなどで関西、北陸に滞在し、3日夜は「大阪で親類と食事をしていた」と事情聴取に答えたが、裏が取れなかった。ポリグラフ検査は実施されなかった。兵庫県警は、「総合的判断でシロ」と警察庁に報告した。しかし、兵庫県警捜査一課の刑事は、この人物が「今も気になる。アリバイも詰めきれず、曖昧なままになっている。悔やんでも悔やみきれない」と語っている。

#### 「冥途の飛脚」名の脅迫状
1996年8月、10月、12月に社会科教科書の執筆者や出版社社長宅、会社に「偏向教科書糾弾期成会 日本主義劇団 冥途の飛脚」、「関西日本原理主義劇団 冥途の飛脚」を名乗り脅迫状が送りつけられた。「貴社の歴史教科書は偏向自虐的な内容で、祖国日本に対する反逆罪を構成致します」「ボンクラ大臣は選挙にうつつを抜かしていても、我々は、覚めた目で事態を注目しています」「飽くまでも合法市民団体だが、会員・会員外の別を問わず、反日マスコミへの如何なる糾弾にも反対せず」「敵の偏向売国勢力が、偏向自虐的教科書を作り続けて来た挙げ句に、従軍慰安婦問題を、事もあろうに、中学校の教科書に一斉に掲載しました。これは、彼らにとって、勢い余っての勇み足であり、我々にとっては、反撃に転ずる天与の機会であり、神風であります」「これを突破口として、南京事件や、更に偏向史観全体を粉砕することです」「赤報隊精神も想起しましょう」などと書かれていた。

#### 対NHK実弾送りつけ事件
2009年2月「赤報隊」と印字された紙、実弾がNHKに送りつけられる事件が発生した。6月鹿児島県と大分県の右翼団体には「赤報隊をりようしてください」と印字された紙が郵送された。両者は文字の特徴が似ていて、同一人物の可能性が高いとみられている。消印は名古屋市中村局。鈴木邦男は、自称実行犯が金目当ての犯行と語った「週刊新潮」の記事に対する抗議のためNHKを使って警告したと分析している。
2009年2月22日午後、NHK福岡放送局の玄関付近で卓上コンロのカセットボンベが何者かの手で爆破される事件が発生した。防犯カメラにはニット帽にサングラス、マスク姿の男が玄関に入り、自動ドア前にバッグを置き、立ち去る姿が映っていた。この後、NHK放送センター（東京都渋谷区）や、長野、福岡、札幌の各放送局に旧日本軍制式銃の三八式歩兵銃の実弾が「赤報隊」の名のワープロ文とともに送付される事件が発生した。郵送に使用された封筒は全て「エクスパック500」で、静岡中央郵便局で販売されていた。消印はいずれのものも2月23日付け「神田」。防犯カメラには1月上旬、白っぽいコートを着た中高年の男の封筒を買う姿が映っていた。また、6月8日にはNHK広島放送局にも、「赤報隊」と記された紙片と旧日本軍使用の三八式歩兵銃の実弾が同封された封筒が届いた。消印は5日付け「大阪」。東京・渋谷放送センター、長野、福岡、札幌の放送局に同じ実弾が送付された事件との関連を捜査した。公訴時効成立後の2010年にも、「赤報隊」を称しての不審物送りつけが在日公館などに対して繰り返し行われている。

#### 菅直人首相・民主党幹部脅迫事件
2011年7月1日、菅直人首相の事務所に首相辞任を求める脅迫文と刃物が郵送される事件が起きた。6月27日の消印で大阪府内から投函されていた。脅迫文には「天誅を下す」と記され、「赤報隊一同」を名乗っていた。また、2011年6月30日、小沢一郎元民主党代表事務所に政界引退などを迫る内容の脅迫文が千枚通しと共に送りつけられた。消印は6月28日、大阪府内で投函され、「赤報隊」を名乗っていた。菅首相脅迫事件と筆跡、内容が似ており、同一犯とみられている。

#### 朝日新聞社への恫喝
阪神支局、名古屋本社寮襲撃事件後、「爆弾を仕掛けた」「記者がまた殺されるぞ」という脅迫電話が300件かけられた。1999年1月24日、朝日新聞東京本社広報室に、「一二〇周年おめでとうございます。警戒モードに入っていますか。一二年前のことを思い出して下さい」という匿名電子メールが届いた。2007年5月24日、朝日新聞さいたま総局には「社員の1人や2人殺されても仕方がない。第2、第3の阪神支局事件は必ず起きる」と社員の殺害をほのめかす脅迫文が送りつけられた。
襲撃事件以後、各地の支局、販売所の窓ガラスが割られ、ゴミ箱に放火される事件が起きた。1988年10月18日未明、水戸支局の窓ガラスが割られ、発炎筒が投げ込まれる事件が発生した。現場では、朝日新聞の昭和天皇に関する記事に抗議するビラがまかれていた。右翼団体の男2人が逮捕されている。
2010年3月12日、「朝日新聞に挑戦状」と題した脅迫文が朝日新聞水戸総局にファクシミリで送りつけられる事件が発生した。「20年以上前の阪神支局に赤報隊の散弾銃襲撃事件を忘れたか。即死した記者みたいになりたいか」などと書かれていた。水戸地検は9月17日、脅迫文を送信した医師を脅迫罪で起訴した。起訴状などによると、医師は出身大学に関する朝日新聞の記事に不満を持っていた。
2012年5月16日、散弾銃の実包が脅迫状と共に「赤報隊」と書かれた茶封筒で朝日新聞東京本社に送られており、また翌17日、赤報隊を支持する内容の書かれたビラが朝日新聞前橋支局の郵便受けに複数枚投函されていた。

#### 掲示板への書き込みなど
朝日新聞を批判するウェブサイトでは、「（記者の実名）記者一人の生け贄では少なすぎる」と書かれていた。2ちゃんねるの「朝日新聞襲撃事件の時効を祝おう」には、「赤報隊はよくやった」「皆殺しにすればよかったのに」と書き込みがあった。

## 朝日新聞社の対応

### 朝日新聞社116号事件取材班
襲撃事件直後朝日新聞社内に「特命取材班」が結成され、取材班の記者は次のように言われた「ひたすら犯人を追え。記事は書くな。事件の真相を究明する事が新聞記者の使命だ」。時効後も赤報隊の正体を追っている。1989年、取材班は『襲撃事件取材マニュアル』（84ページ）を作成し、全国の支局に配布した。冒頭には「赤報隊の正体を解明する糸口はどこにあるかわかりません。どんなささいな情報も逃さず取材班へ」と書かれている。2001年5月から1年間「15年目の報告」と題した特集記事を毎月紙面化した。

### 「みる・きく・はなす」はいま
朝日新聞社は名古屋本社寮襲撃事件の後、言論をテーマにした『「みる・きく・はなす」はいま』の掲載を始めた。社会面に毎年5月3日の憲法記念日を含む憲法週間と10月の新聞週間の前後に掲載されている（公訴時効後は憲法週間の前後）。10年分の連載が『言論の不自由』にまとめられている。

### 言論の自由を考える5・3集会
1988年、朝日新聞労働組合は阪神支局襲撃事件の追悼集会を行った。以降毎年5月3日に、「言論の自由を考える5・3集会」が開催され、言論の自由、報道の自由を考え、平和、民主主義、憲法を語り合う場となっている。

### 116号事件取材班元キャップの呼びかけ
朝日新聞社116号事件取材班キャップを務めた樋田毅は、著書『記者襲撃 赤報隊事件30年目の真実』で「赤報隊」を名乗った犯人に呼びかけている。

## 追悼施設・文集

### 朝日新聞襲撃事件資料室

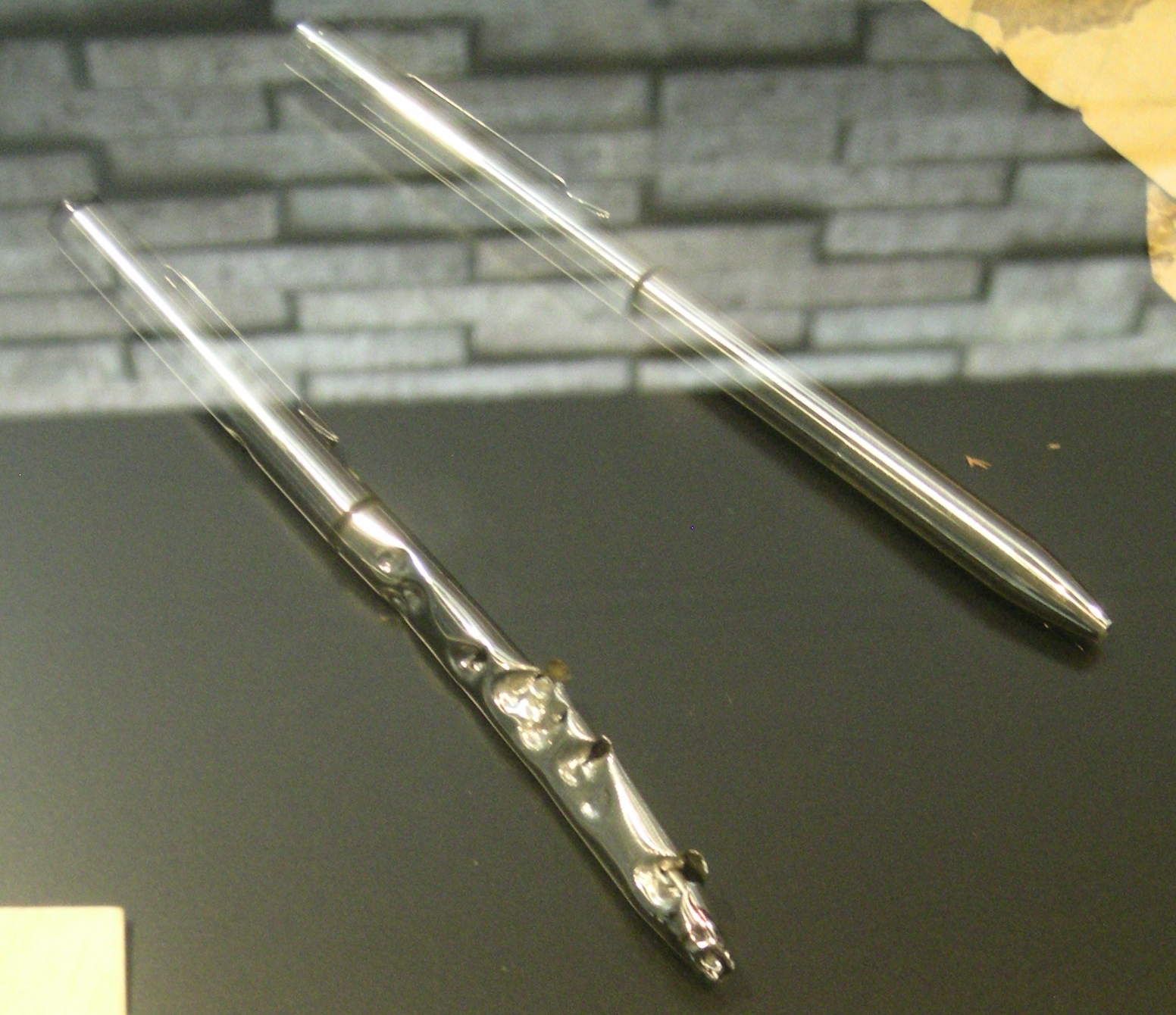
負傷した犬飼記者が所持していた被弾したボールペン（隣は同型）

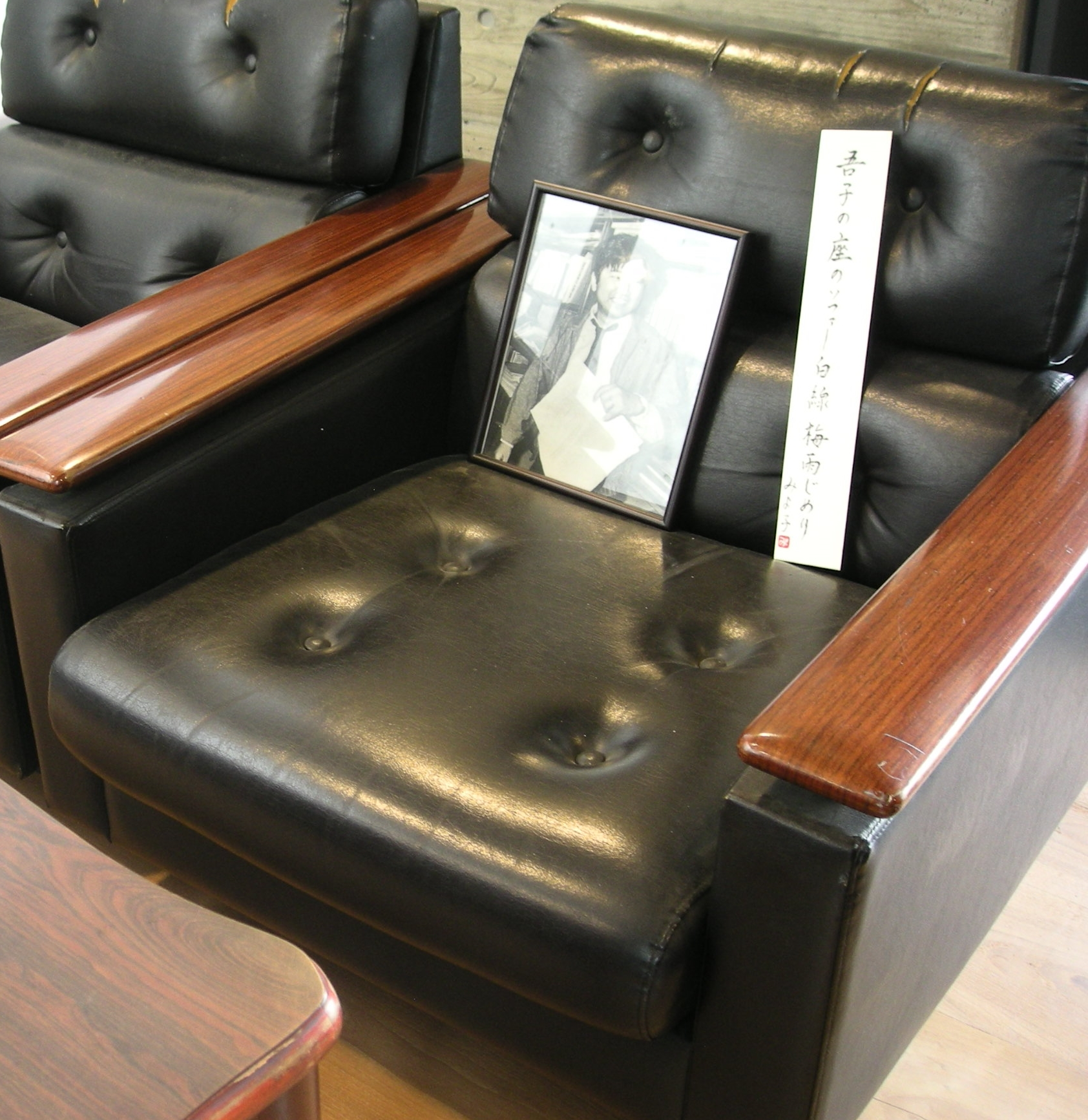
亡くなった小尻記者が座っていたソファ

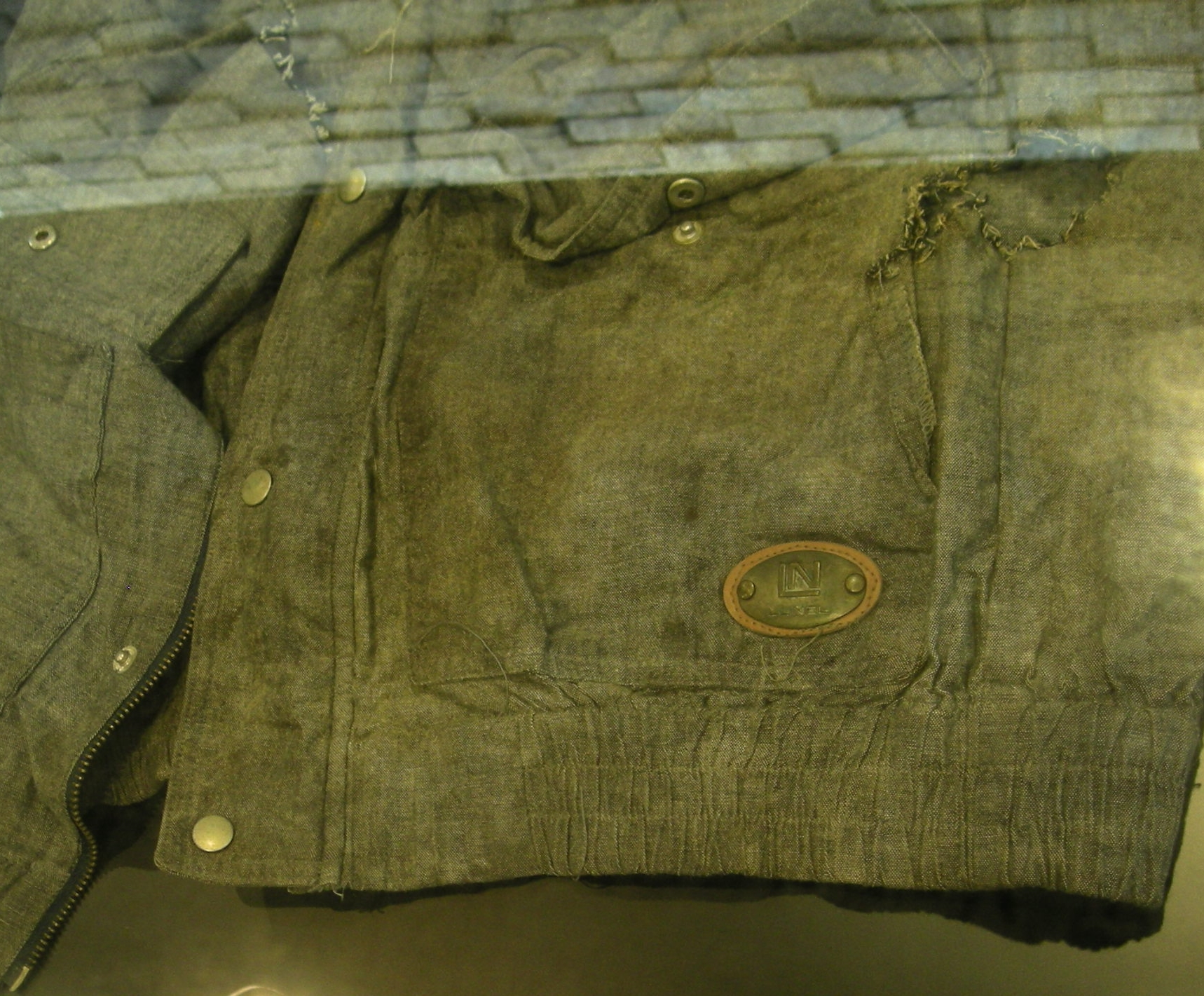
亡くなった小尻記者が着用していたブルゾン

2006年（平成18年）4月13日、阪神支局の新局舎3階に「朝日新聞襲撃事件資料室」が開設された。記者2人が殺傷された阪神支局事件を中心に、言論機関を狙ったテロに関する資料を展示している。市民に公開することで、事件を多くの人に語り継ぎ、言論の自由など民主主義の大切さを伝えるのが目的である。
開館から2012年3月末までの見学者は、社員を含めて4,000人を超えた。展示物は、犬飼記者と小尻記者が銃撃された編集室から採取した散弾粒、血に染まった原稿用紙、重傷を負った犬飼記者が身につけていた散弾粒痕が残るボールペンと財布、2人が座っていた応接セット、警察が鑑定のため切り取った痕（四角い穴）が残る4通の犯行声明文、犯人が声明文に使用したワープロ、用紙、封筒の同型品、犯人が身につけていた目出し帽や靴、着衣の類似品、遺影、事件に関連した写真・年表・書籍など、朝日新聞が遺族や関係者から提供を受けたもの。
一般公開はされていないが、血染めのブルゾンや散弾で体が蜂の巣状になったことのわかるレントゲン写真もある。見学には予約が必要。

### 小尻記者追悼集
1993年（平成5年）5月3日、殉職した小尻知博記者を追悼する『明日も喋ろう 弔旗が風に鳴るように』（編集・発行 小尻記者追悼集刊行委員会）が発刊された。本書では、小尻記者が執筆した記事、生い立ち、生前の写真、関連年表（116号事件の経過と社会）、遺族や朝日新聞社の同僚など関係者、116号事件捜査関係者、小尻記者が取材で知り合った人たちの思いなどが紹介されている。
題名は116号事件取材班の「誓いの言葉」から。追悼集には、問答無用の暴力は卑劣であり、暴力でペンの力は弱められない、事件を風化させず語り継ぐという決意が込められ、「事件が解決する日まで、犯人と闘い続ける誓いのあかしにしたい」としている。

## 事件を題材にした報道・作品など

### テレビ番組

#### 日本放送協会
- 『NHKニュースおはよう日本 "言論へのテロ" 30年の問いかけ』（NHK、2017年5月2日）
- 『NHKスペシャル未解決事件File.06「赤報隊事件」』（NHK、2018年1月27日・28日）[220]
  - 第1夜 (2018年1月27日) 実録ドラマ 出演: 草彅剛 上地雄輔 ほか
  - 第2夜 (2018年1月28日) ドキュメンタリー

#### 読売テレビ
- 『そこまで言って委員会NP 未解決事件ファイル 朝日新聞阪神支局襲撃事件』（読売テレビ、2016年1月17日）

#### テレビ朝日
- 『サンデープロジェクト 朝日新聞襲撃事件 15年目の真実』（テレビ朝日、2002年4月28日）
- 『ニュースステーション 時効迫る 朝日新聞襲撃事件』（テレビ朝日、2002年5月2日）

#### TBSテレビ
- 『JNN報道特集 朝日新聞襲撃事件 時効直前!赤報隊の闇に迫る』（TBS、2002年4月28日）
- 『筑紫哲也 NEWS23 卑劣なテロ ついに時効』（TBS、2002年5月3日）
- 『JNNドキュメンタリー ザ•フォーカス 特命 赤報隊を追え〜朝日新聞襲撃事件30年』（TBS、2017年5月20日）

### 雑誌
- 『文藝春秋 (雑誌)』（2023年6月号）「朝日襲撃『赤報隊』の正体[221]」
- 『FACTA』(2023年7月号) 樋田毅「文藝春秋に『私の異論』野村秋介氏は黒幕だったのか？」
- 『週刊文春』（1997年5月15日号）「二人殺傷、朝日新聞阪神支局襲撃から10年 赤報隊と統一教会を結ぶ点と線」
- 『週刊文春』（2003年1月2、9日新年特大号）「警察庁秘密報告書 朝日銃撃「赤報隊事件」絞り込まれた九人の「容疑者」」
- 『サンデー毎日』（1997年5月11、18日合併号）「朝日新聞襲撃事件－10年目の驚愕 これが116号犯の「顔」だ!」
- 『創 (雑誌)』（1988年6月号）「「赤報隊」担当記者が語る"犯人像"」
- 『世界 (雑誌)』（2002年5月号）「見えない「赤報隊」を追って－朝日新聞阪神支局襲撃事件の15年」
- 『軍事研究 (雑誌)別冊』（2008年1月号）「朝日新聞阪神支局襲撃事件 沈黙のテロリスト「赤報隊」の謎」

### 小説
- 殿岡駿星『新聞記者はなぜ殺されたのか』勝ちどき書房、2006年。ISBN 9784434075414。
- 森詠『総監特命 彷徨う警官3』角川書店〈角川文庫〉、2018年10月24日。ISBN 9784041075425。
- 柴田哲孝『暗殺』幻冬舎、2024年。ISBN 9784344043060。

## メディアの事件への対応
各メディアはテロなど言論の自由圧殺への対応を明らかにしている。

### 読売新聞
紙面を通し世論に訴えかけていくべきだと考える。

### 毎日新聞
言論抑圧にも、脅しにも、決してひるまずに果敢に戦うことに尽きる。

### 産経新聞
朝日新聞の論調には反対だが暴力での圧殺は断じて容認出来ない（＝ヴォルテール「私は君の意見には反対だが、君がそれを主張する権利には賛成だ」）。新聞倫理綱領の理念に則り毅然と対処すべきだ。命をかけてペンの力を信じて書き続ける。

### 中日新聞・東京新聞
報道圧殺の動きはオープンにしながら、しっかり対応すべきだ。

### 静岡新聞
言論には言論で対処。断固、戦う姿勢を貫きたい。

### 神戸新聞
警戒すべきはテロといった明確な形のものだけではない。不断の自問自答と努力も続けなければ。

### 共同通信社
暴力で言論の自由を圧殺する動きには、ペンで断固戦うべきだ。

### 時事通信社
報道の自由を奪う動きは自ら明らかにし、読者の支持と理解を求める。

### テレビ朝日
報道機関は団結し許さない態度が必要。報道機関は自分の媒体でも視聴者にアピールしていくべきだ。

### TBS
毅然とした態度でそうした事実を報道するとともに、連携し積極的に声を上げる。

### テレビ東京
言論によってのみ対峙できる。報道活動を強くするしかない。

### フジテレビ
報道の自由は民主主義の砦。決して許せないという毅然たる態度で臨む。

## 事件の関連年表
- 1981年12月8日:米国領事館放火未遂事件。
- 1982年5月6日:元米海軍横浜住宅放火事件。
- 1983年5月27日:ソ連領事館放火未遂事件。
- 1983年8月13日:朝日新聞名古屋本社放火未遂事件。朝日新聞東京本社放火未遂事件。[95]
- 1984年:「スパイ防止法制定促進議員・有識者懇談会」発足[162]。
- 1985年6月:自民党、国家秘密法案を国会提出。
- 1985年8月15日:中曽根首相、靖国神社公式参拝。
- 1985年8月16日:朝日新聞、社説で首相の靖国神社公式参拝に反対を表明。
- 1986年5月:朝日新聞、高校教科書『新編日本史』を「復古調の日本史教科書」と報道。
- 1986年7月:『新編日本史』検定合格。
- 1986年8月15日:中曽根首相、靖国神社参拝見送る。
- 1986年9月8日:藤尾正行文相罷免。
- 1986年10月:朝日新聞、国家秘密法報道を本格化。
- 1986年12月〜1987年1月:朝日新聞東京本社前で国際勝共連合が国家秘密法報道などの批判演説。
- 1987年1月24日:朝日新聞東京本社銃撃事件。リクルート江副浩正元会長宅で発煙筒による放火事件。[95]
- 1987年5月3日:朝日新聞阪神支局襲撃事件。
- 1987年8月15日:中曽根首相、靖国神社参拝見送る。
- 1987年9月24日:朝日新聞名古屋本社寮襲撃事件。
- 1988年3月11日:朝日新聞静岡支局爆破未遂事件　中曽根前首相、竹下首相に脅迫状。
- 1988年8月10日:リクルート江副浩正元会長会長宅銃撃事件。
- 1990年5月17日:愛知韓国人会館放火事件。
- 2001年5月:朝日新聞が「15年目の報告」連載開始。
- 2002年5月3日:朝日新聞阪神支局襲撃事件の公訴時効成立。
- 2003年3月11日:朝日新聞静岡支局爆破未遂事件の公訴時効成立。
- 2018年1月27日〜28日:日本放送協会が未解決事件シリーズ(NHKスペシャル)で「赤報隊事件」を放送[223]。